# Gończy bretoński
Gończy bretoński – rasa psa, należąca do grupy psów gończych i posokowców, zaklasyfikowana do sekcji psów gończych. Podlega próbom pracy.

## Rys historyczny
Rasa powstała już w XIII wieku zyskując jednak szczyt popularności dopiero w wieku XIX.

## Wygląd
Głowa o wydłużonej kufie i wąskiej czaszce. Ogon długi. Nogi i stopy mocne.
Sierść jest bardzo sztywna, prosta i twarda. Niezbyt długa, jedynie na piersi nieco dłuższa.
Występuje w umaszczeniu od płowego do rudobrązowego.

## Zachowanie i charakter
Aktywny i odważny.

## Użytkowość
Pies wykorzystywany do polowań na wilki. Poluje w sforze.

## Popularność
Mało znany poza Francją.